# Karbeny (materiały)
Karbeny – składniki asfaltu chemicznie podobne do asfaltenów, lecz nierozpuszczalne w zimnym tetrachlorku węgla (choć rozpuszczalne w disiarczku węgla).